# HBOS
HBOS plc war die Holding der HBOS Gruppe, die im September 2001 durch die Fusion des Konzerns Halifax plc (frühere Halifax Building Society) mit dem Konzern Bank of Scotland entstand. Der Name ist eine Abkürzung für Halifax Bank Of Scotland. Der Hauptsitz der HBOS befand sich in Edinburgh, Schottland. Weltweit waren zuletzt annähernd 72.000 Mitarbeiter bei HBOS beschäftigt.
Im September 2008 wurde im Zuge der internationalen Finanzkrise eine Übernahme der HBOS durch Lloyds TSB vereinbart, aus der das fusionierte Unternehmen Lloyds Banking Group hervorging. Die Aktionäre von HBOS stimmten dem geplanten Aktientausch zu, der Mitte Januar 2009 wirksam wurde.
Sowohl Halifax und Bank of Scotland bestehen als eigene Marken innerhalb des erweiterten Konzerns weiter.

## Übernahme durch Lloyds TSB
Am 18. September 2008 verkündete die britische Großbank Lloyds TSB, für die Summe von 12,2 Milliarden Pfund (rund 15,47 Mrd. Euro) die durch die eskalierende weltweite Finanzkrise in Bedrängnis geratene HBOS zu übernehmen. Tags zuvor war der Börsenkurs der HBOS als Folge der weltweiten Panikverkäufe von Bankenaktien eingebrochen. Während das 52-Wochen-Hoch noch bei 989 Pence und der Schlusskurs der Vorwoche noch bei 282 Pence gelegen hatte, war die Aktie im Tagesverlauf bis auf 88 Pence abgestürzt.
Die Übernahme wird durch einen Aktientausch finanziert. HBOS-Aktionäre erhalten 0,83 Lloyds-TSB-Aktien pro eigene Aktie, die so mit 232 Pence (2,92 Euro) bewertet wird. Die ehemaligen HBOS-Aktionäre werden damit zu 44 % am neuen Finanzgiganten beteiligt sein, der gemeinsam gut ein Drittel aller britischen Hypothekenkredite und ein Viertel der britischen Spareinlagen halte und 38 Millionen Kunden habe. Die Transaktion wurde erst möglich, nachdem kartellrechtliche Bedenken sowohl von Seiten der Bank of England als auch von Regierungsstellen über Bord geworfen wurden. Der britische Finanzminister Alistair Darling verteidigte die Übernahme mit den Hinweis, dass finanzielle Stabilität das oberste Gebot darstelle und Vorrang vor Sorgen um den Wettbewerb im Bankensektor habe.
Die Zustimmung der Aktionäre von Lloyds erfolgte am 19. November 2008, die Aktionärsversammlung von HBOS stimmte am 12. Dezember 2008 zu. Die damit beschlossene Verschmelzung trat damit in der zweiten Januarhälfte 2009 in Kraft.

Logo der ehemaligen Halifax Bank